# Бонеа
Бонеа (итал. Bonea) је насеље у Италији у округу Беневенто, региону Кампанија.
Према процени из 2011. у насељу је живело 1114 становника. Насеље се налази на надморској висини од 312 м.

## Становништво
| 1931. | 1936. | 1951. | 1961. | 1971. | 1981. | 1991. | 2001. | 2011. |
| ----- | ----- | ----- | ----- | ----- | ----- | ----- | ----- | ----- |
| 1.750 | 1.926 | 2.148 | 1.821 | 1.532 | 1.380 | 1.543 | 1.510 | 1.483 |